# 約翰斯頓冰川 (帕爾默地)
74°25′S 62°20′W / 74.417°S 62.333°W
約翰斯頓冰川（英語：Johnston Glacier）是南極洲的冰川，位於帕爾默地東岸，流經歐文山北面，由美國探險隊發現，該冰川現時由南極條約體系管理。